# فرانک بردک
فرانک بردک (انگلیسی: Frank Bradke؛ زادهٔ ۱۶ اکتبر ۱۹۶۹) دانشمند در زمینه علوم اعصاب اهل آلمان است.